# Knis-Podewsie
Knis-Podewsie est un village polonais de la voïvodie de Varmie-Mazurie, dans le powiat de Giżycko.